# ردیابی نقطه حداکثر توان
ردیابی نقطه حداکثر توان (به انگلیسی: Maximum power point tracking (MPPT)) یک روش برای به حداکثر رساندن توان خروجی توربین‌های بادی و سیستم‌های فتوولتائیک (PV) است.
سیستم‌های فتوولتاییک به صورت‌های گوناگون مورد استفاده قرار می‌گیرند. در معمول‌ترین کاربرد، توانی که توسط پنل‌های خورشیدی تولید می‌شود توسط اینورتر آفتابی به جریان متناوب تبدیل شده و مستقیماً به شبکهٔ برق سراسری وصل می‌شود. در مدل دوم، بخشی از توان خروجی اینورتر به شبکهٔ برق و بخشی از آن به بانک باتری منتقل می‌شود. در روش سوم هیچ توانی به شبکه برق منتقل نمی‌شود و توان تولیدی پنل‌ها توسط یک اینورتر با قابلیت mppt، به بانک باتری منتقل می‌شود.
این مقاله در مورد نحوهٔ عملکرد و کاربردهای mppt در سیستم‌های برق خورشیدی است. در سلول‌های خورشیدی یک رابطهٔ پیچیده بین دما و مقاومت کل وجود دارد که موجب به وجود آمدن راندمان غیر خطی می‌شود. وظیفه mppt اینست که از خروجی پنل‌های خورشیدی نمونه برداری کرده و مقدار جریان و ولتاژ پنل‌ها را برای انتقال حداکثر توان در شرایط مختلف محیطی، تنظیم کند. در واقع وظیفهٔ آن این است که مقدار عرضه و تقاضا را در هر لحظه برابر نگه دارد. المان‌های mppt درون مبدل توان الکتریکی (converter) قرار دارند. این مبدل‌ها وظیفه تبدیل ولتاژ و جریان، فیلتر کردن، رگوله کردن و… را به منظور راه اندازی موتورها، شارژ بانک باتری و غیره را بر عهده دارند.
- اینورترها، برق DC تولیدی پنل‌ها را به برق AC تبدیل می‌کنند که ممکن است خود به سیستم mppt نیز مجهز یاشند.
- نقطهٔ ماکزیمم توان عبارت است از حاصلضرب ولتاژ نقطه ماکزیمم ولتاژ (Vmpp) در جریان نقطه ماکزیمم توان(Impp).

## توضیح عملکرد

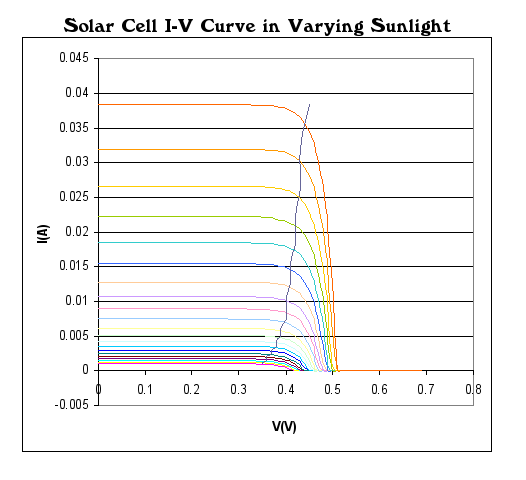
منحنی I-V سلول خورشیدی فتوولتائیک که در آن یک خط، زانو منحنی‌ها را قطع می‌کند که این نقاط محل انتقال حداکثر توان است

در شرایط مختلف کاری سلول‌های خورشیدی (مثلاً طلوع آفتاب، نیمروز، غروب آفتاب)، پنل‌ها، توان لحظه‌ای مشخصی دارند که عبارت است از ولتاژ پنل‌ها ضربدر جریان دهی پنل‌ها. حال اگر ولتاژ را بر جریان تقسیم کنیم، مقاومت داخلی پنل‌ها در آن لحظه و به ازای مقدار مشخص تابش خورشید بدست می‌آید. طبق قوانین اولیه مداری، برای انتقال حداکثر توان به بار باید مقاومت بار با مقاومت سایر قسمت‌های مدار برابر باشد (RL=Rth). به دلیل اینکه آفتاب در طول روز حرکت می‌کند، شدت تابش متغیر بوده و مقدار جریان دهی و ولتاژ پنل‌ها نیز متغیر خواهد بود. در اینجا سیستم mppt وارد عمل شده و با برابر نگه داشتن مقاومت داخلی پنل‌ها با مقاومت بار، سبب آن می‌شود که در طول روز حداکثر توان به بار منتقل شود. از آنجایی که مقاومت بار ثابت است و تغییر نمی‌کند (مثلاً یک لامپ) لذا mppt با تغییر مقدار ولتاژ و جریان پنل‌ها، تطبیق امپدانس را انجام می‌دهد. واضح است که اگر مقاومت بار تغییر کند (مثلاً یک لامپ به همراه یک شارژر موبایل)، در اینصورت نیز مقادیر جریان و ولتاژ پنل‌ها توسط mppt تغییر می‌یابد. همان‌طور که در شکل رو به رو مشاهده می‌شود، با افزایش شدت تابش نور آفتاب، در یک ولتاژ ثابت، میزان جریان دهی سلول‌ها نیز افزایش می‌یابد.
یک مصرف‌کننده با مقدار مقاومت R=V/I، باید بتواند "حداکثر توان" را از پنل‌ها دریافت کند یا به عبارت دیگر باید توان دریافتی بار برابر با نقطه توان ماکزیمم پنل‌ها در آن لحظه باشد (زانو منحنی در شکل) که در این صورت باید مقاومت داخلی پنل‌ها با مقاومت بار برابر باشد. مقاومت داخلی پنل‌ها یک پارامتر متغیر است و به عواملی چون میزان تابش آفتاب و دمای پنل‌ها وابسته است. اگر این مقاومت بیشتر یا کمتر از مقاومت بار باشد، میزان توان انتقالی به بار حداکثر نخواهد بود و به عبارت دیگر بهره پنل‌ها کم می‌شود. ردیاب‌های نقطه ماکزیمم توان، روش‌های گوناگونی را بکار می‌گیرند تا بتوانند نقطه حداکثر توان را پیدا کرده و بازده سلول‌های خورشیدی را در مقدار حداکثر نگه دارند.

## طبقه‌بندی روش‌ها
کنترل‌کننده‌ها معمولاً یکی از سه نوع روش را برای بهینه‌سازی قدرت خروجی یک آرایه بکار می‌گیرند. ردیاب‌های نقطه حداکثر توان ممکن است الگوریتم‌های مختلف را پیاده‌سازی کنند و بر اساس شرایط کاری مختلف آرایه‌ها، مابین این الگوریتم‌ها مرتب جابه‌جا شوند.

### آشفتن و مشاهده

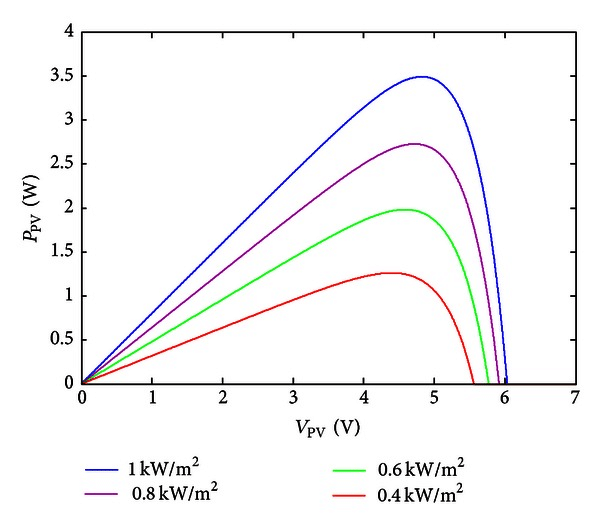
منحنی توان و ولتاژ سلول خورشیدی بر حسب شدت تابش آفتاب که همانند شکل یک تپه است. منحنی آبی رنگ نشانگر بیشترین تابش و منحنی قرمز نشانگر کمترین تابش است

در این روش، کنترلر، مقدار ولتاژ پنل را کمی تغییر می‌دهد و اگر توان خروجی نسبت به حالت قبلی افزایش یافت، تغییر ولتاژ در همان جهت را تا ثابت ماندن توان خروجی ادامه می‌دهد. این روش متداول‌ترین روش است. با این حال امکان نوسان توان خروجی در این روش وجود دارد. از این روش بنام "تپه نوردی" نیز یاد می‌شود.

### رسانش افزایشی
در روش رسانش افزایشی، کنترلر، تغییرات افزایشی ولتاژ و جریان پنل‌ها را اندازه‌گیری کرده و تغییر ولتاژ را پیش بینی می‌کند. این روش به محاسبات بیشتری نیاز دارد ولی تغییرات شرایط را زودتر از روش قبلی تشخیص می‌دهد اما مانند روش آشفتن و مشاهده، باعث نوسان توان خروجی می‌شود.
روش رسانش افزایشی، با مقایسه افزایش رسانایی (IΔ / VΔ) و رسانایی پنل‌ها (I / V)، ردیابی نقطه حداکثر توان را انجام می‌دهد. هنگامیکه این دو مقدار برابر باشند (I / V = IΔ / VΔ)، توان خروجی در نقطه حداکثر قرار دارد و با تغییر شدت تابش آفتاب، چرخه بالا تکرار می‌شود.

### مقایسه روش‌ها
هر دو روش آشفتن و مشاهده همچنین رسانش افزایشی که نمونه‌هایی از الگوریتم تپه نوردی هستند می‌تواند نقطه حداکثر توان محلی را پیدا کرده و با استفاده از منحنی توان خروجی پنل‌ها، نقطه ماکزیمم توان اصلی را شناسایی کند.
روش آشفتن و مشاهده حتی در شرایط تابش ثابت نیز ممکن است باعث نوسان توان خروجی حول نقطه حداکثر توان شود.